# Sylvie Charrière
Pour les articles homonymes, voir Charrière.
Sylvie Charrière, née le 15 mai 1961 à Montreuil, est commissaire à la lutte contre la pauvreté auprès du préfet de la région des Hauts-de-France. 
De 2017 à 2022, elle est membre de La République en marche ! et députée de la huitième circonscription de Seine-Saint-Denis. 

## Biographie
Née à Montreuil le 15 mai 1961 et fille de petits commerçants, Sylvie Charrière est une ancienne sportive de haut niveau. En 1978, elle devient championne du monde scolaire javelot.
Elle poursuit son parcours par l'obtention d'une licence STAPS et devient, en 1982, professeure d’éducation physique et sportive au collège de Sévigné de Gagny. 
À partir de 2006, elle enseigne pendant deux ans à l’université de Paris-Est-Marne-la-Vallée et, de 2008 à 2012, devient principale adjointe de collège. 
Elle explique avoir fait le choix, en 2012, de travailler dans un collège classé REP+ à Clichy-sous-Bois, en tant que directrice du collège Romain Rolland — poste qu'elle occupera jusqu'en 2017. 
Elle obtient, en parallèle, un master Gestion des organisations scolaires en 2012.
Le 4 novembre 2022, elle est nommée commissaire à la lutte contre la pauvreté auprès du préfet de la région des Hauts-de-France.

## Parcours politique
Sylvie Charrière est élue députée de la huitième circonscription de la Seine-Saint-Denis lors des élections législatives de 2017 sous les couleurs de La République en marche,, avec 56,45 % des voix au second tour. Elle succède à Élisabeth Pochon.
Sylvie Charrière rejoint la commission des Affaires culturelles et de l'Éducation,. 
Spécialiste des questions d'éducation, elle préside, de 2019 à 2022, le Comité national d'orientation et d'évaluation des Cités éducatives (CNOE) à la suite de sa nomination par le ministre de l'Éducation nationale, Jean-Michel Blanquer, et le ministre de la ville et du logement, Julien Denormandie. Le CNOE vise à accompagner l'organisation d'alliances éducatives au sein de certains territoires.
En novembre 2021, avec Frédéric Reiss, la Commission des affaires culturelles et de l'éducation lui confie une « mission flash relative à la mise en œuvre des réformes législatives de l’orientation ». Cette mission parlementaire vise à faire un point d'étape sur deux lois adoptées en 2018 : la loi avenir professionnel et la loi pour l’orientation et la réussite des étudiants, dite loi ORE.
Candidate à sa succession aux élections législatives des 12 et 19 juin 2022, elle obtient 21,71 % des voix au premier tour. Elle est finalement battue au second tour avec 46,43 % des voix contre 53,57 % à Fatiha Keloua-Hachi (PS).

## Distinctions
- 2022 :  Chevalière de la Légion d'honneur[14]